# Pikine Ouest
Pikine Ouest est une ville du Sénégal en banlieue de Dakar.
Sur le plan sportif la commune compte 9 association sportive et culturelle : Asc thiossane,Asc cité police,Asc jamono123,Asc jeck penc,Asc Ndam
Asc dagoudane, cité sotiba,Asc Gazelle Asc bokk Jeff
Asc THIOSSANE est l'équipe le plus titré dans le département de Pikine
Asc THIOSSANE compétie dans la division régional depuis 2009

## Géographie
Pikine Ouest est situé à l’entrée de la presqu’ile du Cap Vert à l’ouest de cette même région. Elle est délimitée par les communes de Dalifort forraille, de Guinaw rail sud, de Pikine nord et de Pikine est. La commune de Pikine ouest compte 23 quartiers, sa superficie est de 610 ha = 6,1 km2
Coordonnées géographiques : 14° 45′ 25″ nord, 17° 24′ 18″ ouest ; population 55 371 habitants avec une densité de 9 077 hab./km2 (hommes : 27 494 hab et femme : 27 877 hab) en  2015, composée en majorité de Wolofs. Le commerce se développe dans 3 principales zones : le marché chavanel, le marché mame Diarra et le marché Djiby SARR.

## Histoire
Elle a été créée en 1996 par le Président Abdou Diouf comme commune d’arrondissement, avant d’être érigée en  commune de plein exercice par le Président Macky Sall en 2013. Le premier maire de la commune était Aminata Sow du Parti socialiste.